# Інокентій (Зельницький)
Архієпископ Інокентій (у миру Георгій Іванович Зельницький; 7 травня 1886, Софіївка, Катеринославська губернія — 10 березня 1968) — український релігійний діяч. Священнослужитель Катеринославської єпархії Відомства православного сповідання Російської імперії, а згодом єпископ Українського Екзархату Російської православної церкви, останнє служіння — архієпископ Тамбовський і Мічурінський РПЦ.

## Біографія
Навчався в Катеринославській духовній семінарії.
З 1906 року — псаломщик Преображенської церкви села Енгельгардт-Василівка. У 1914 році висвячений на диякона Синодальної РПЦ.
У 1916 році висвячений на священика. Пастирське служіння проходив у Катеринославській єпархії.
З 1930 року — благочинний.

### Служіння на Московщині
З 1937 року — настоятель Покровської церкви міста Волоколамська і благочинний округу.
З 1945 року — настоятель Троїцької церкви міста Серпухова і благочинний округу.
7 грудня 1947 зарахований до числа братії Троїце-Сергієвої Лаври.
3 січня 1949 пострижений в чернецтво і зведений у сан архімандрита.

### Архієрейське відрядження в Україну
30 січня 1949 в Патріаршому Богоявленському соборі хіротонізований на єпископа Вінницького і Брацлавського. Чин хіротонії здійснювали: Святіший Патріарх Алексій I, архієпископ Дмитровський Віталій, єпископ Курський Нестор та єпископ Чернігівський Яків (Заїка).

### Знову на Московщині
З 27 грудня 1951 — єпископ Курський і Білгородський.
25 лютого 1957 возведений у сан архієпископа.
9 грудня 1958 — архієпископ Ростовський і Новочеркаський.
16 березня 1961 — архієпископ Архангельський і Холмогорський.
16 листопада 1962 — архієпископ Тамбовський і Мічурінський.
11 травня 1963 нагороджений правом носіння хреста на клобуку.
Помер 10 березня 1968. Похований на Московському Бабушкінському цвинтарі.

## Зовнішні посилання
- Інокентій (Зельницький) на сайті «Русское православие»
- Архиереи Курского края. XVII—XX вв.
- Тамбовская епархия в 1962—1974 гг. [Архівовано 2 травня 2014 у Wayback Machine.]
- Иннокентий II (Зельницкий Георгий Иванович), архиепископ Тамбовский и Мичуринский (16 ноября 1963 — 10 марта 1968 гг.)[недоступне посилання з лютого 2019]